# 高守维
高守维（1948年—），山东五莲人，中国人民解放军将领、中国人民解放军中将。
毕业于中央党校。2003年，接替卢登华，担任广州军区空军司令员。2011年，由张建平接任。2005年，授中国人民解放军中将军衔。2008年起担任全国人大代表。